# Ame-no-hoakari
Amenohoakari (天火明) est un dieu du soleil et de l'agriculture dans la mythologie japonaise. Ses descendants s'appellent Tenson-zoku.

## Nom
Les noms d’Ame-no-hoakari sont répertoriés ci-dessous.
- Amaterukuniteruhikoamenohoakarikushitamanigihayahi-no-mikoto (天照国照彦天火明櫛玉饒速日尊) à Kujiki
- Amaterukuniteruhikoamenohoakari-no-mikoto (天照國照彦天火明尊)
- Nigihayahi-no-mikoto (饒速日命)
- Amaterukuniteruhikohoakari-no-mikoto (天照国照彦火明命) dans Nihon Shoki
- Amenohoakari-no-mikoto (天火明命) en Kojiki
- Hoakari-no-mikoto (火明命) dans Nihon Shoki
- Ikishiniho-no-mikoto (膽杵磯丹杵穂命)
- Amaterumitama-no-kami (天照御魂神) à Jinjyashiryō

## Généalogie
Selon Kojiki et Nihon Shoki, Ame-no-hoakari est né de la fille d' Ame-no-oshihomimi et Takamimusubi, Yorozuhatahime. Ninigi-no-Mikoto est son jeune frère, mais dans un autre livre de Nihon Shoki, Ninigi est son père. Autrement, dans le livre du Nihon Shoki, Nigihayahi est le descendant d' Amatsukami .
En Kujiki, Ame-no-hoakari est considéré comme le même kami que Nigihayahi, le dieu ancestral des clans Hozumi et Mononobe, mais cela contredit leurs relations générationnelles et leurs domaines d'activité.
Dans Harima-no-kuni Fudoki, Ame-no-hoakari est l'enfant d' Ōkuninushi et Dotsuhime (弩都比売).

## Descendance
Le projet généalogie du clan Amabe (海部氏系図, Amabe-shi Keizu)  est un document célèbre conservé au sanctuaire de Kono. Il date du début de la période Heian et est considéré comme le plus ancien arbre généalogique du Japon. Le clan revendique une descendance d'Ame-no-hoakari, et a servi comme au kuni no miyatsuko de Province de Tanba avant d'être divisé en Tamba et Tango. Le document enregistre 82 générations de descendance d'Ame-no-hoakari. Il a été désigné trésor national en 1972.
Dans Shinsen shōjiroku, les descendants d'Amatsuhikone, Ame-no-Hohi, et Amanomichine, avec les descendants d'Ame-no-hoakari sont appelés Tenson-zoku (天孫族). Le Tenson-zoku descend de Takamagahara (Plaine du Haut Ciel) vers les provinces d'Owari et de Tanba, et sont considérés comme les ancêtres de Clan Owari, clan Tsumori, Clan Amabe, et clan Tanba.
La généalogie du clan Amabe (海部氏系図, Amabe-shi Keizu), qui enregistre ces quatre clans comme descendants d'Ame-no-hoakari est un document falsifié, et ces clans descendent en réalité de la divinité marine Watatsumi. De plus, la généalogie du clan Owari inclut l'arrière-arrière-petit-fils de Watatsumi, Takakuraji comme leur ancêtre, et ceci est considéré comme la généalogie originale. Takakuraji descend de Watatsumi à travers Furutama.
Le clan Mononobe est un clan dont l'ancêtre était Nigihayahi. Le clan Hozumi et le clan Kumano no Kunizukuri Wada auraient le même ancêtre. Le clan Yuge est étroitement lié au clan Mononobe.
Un arbre généalogique transmis au clan Kaifu, la famille du sanctuaire Kagome, a été désigné trésor national.  

## Signification du nom
Comme son nom l'indique, Ame-no-hoakari est la déification de la lumière du soleil et de la chaleur. En Kojiki-den, Hoakari s'écrit 穂赤熟, ce qui signifie que « les épis de riz mûrissent et deviennent rouges ». Comme les autres dieux liés à l' empereur, le nom d'Ame-no-hoakari est également lié au riz et est vénéré comme le dieu du soleil et le dieu de l'agriculture.

## Sanctuaires à adorer
- Sanctuaire Masumida - Le premier sanctuaire de la province d'Owari. (La divinité Amahimyo-no-mikoto est également appelée Amateru Kuniteruhiko Amahimyo-no-mikoto dans la tradition du sanctuaire.
- Sanctuaire Kago - Le premier sanctuaire de Moto-Ise. (La divinité Hikohimyo-no-mikoto est également connue sous le nom d'Amateru Kuniteru Hikohimyo-no-mikoto, ou Hotohotemikoto, selon la tradition du sanctuaire.

## Remarques
1. ↑  The authenticity of the contents is questionable
2. ↑  The Kaifu clan, like the Owari clan, are descendants of Amanohiyakumei-no-mikoto and not of Nineiyakumei-no-mikoto

## Les références
1. 1 2  Hokiichi Hanawa, Shinsen Shōjiroku (新撰姓氏錄), Japan, Onkogakkai,‎ 1983 (OCLC 959773242, lire en ligne)
2. ↑  Toshio Hoga, Shoki Mononobe-uji no Keifu (1) Kokigi no Heya (初期物部氏の系譜 (1) 古樹紀之房間), Japan,‎ 2007
3. ↑  Takuya Okimori, Harima-no-kuni Fudoki, Japan, Yamakawa Shuppansha, 2005 (ISBN 4634593912)
4. ↑  (ja) « 海部氏系図 », Agency for Cultural Affairs (consulté le 20 août 2020)
5. 1 2  Toshio Hoga, Tango no Amabe-shi no Shutsuji to sono ichizoku, Kokigi no Heya (丹後の海部氏の出自とその一族), Japan,‎ 2006
6. ↑  (ja) 第２版,世界大百科事典内言及, « 饒速日命とは », コトバンク (consulté le 6 janvier 2023)
7. ↑  Norinaga Motoori, Kojiki-den, Nabu Press, 2011 (ISBN 978-1178814958)